# Bistum Alife-Caiazzo
Das Bistum Alife-Caiazzo (lat.: Dioecesis Aliphana-Caiacensis o Caiatina, ital.: Diocesi di Alife-Caiazzo) ist eine in Italien gelegene römisch-katholische Diözese mit Sitz in Alife.

## Geschichte
Im 5. Jahrhundert wurde das Bistum Alife errichtet. Seit 1978 wurden das Bistum Alife und das Bistum Caiazzo in Personalunion verwaltet. Am 30. September 1986 wurde dem Bistum Alife durch die Kongregation für die Bischöfe mit dem Dekret Instantibus votis das Bistum Caiazzo angegliedert.
Papst Franziskus vereinigte das Bistum Alife-Caiazzo am 26. Februar 2021 in persona episcopi mit dem Bistum Teano-Calvi. Der Bischof von Teano-Calvi, Giacomo Cirulli, wurde gleichzeitig zum Bischof von Alife-Caiazzo ernannt. Eine weitere Vereinigung in persona episcopi verfügte Papst Franziskus am 23. Februar 2023 mit dem Bistum Sessa Aurunca und ernannte Giacomo Cirulli auch zu dessen Bischof, der damit die volle Jurisdiktion über drei Bistümer ausübt.
Das Bistum Alife-Caiazzo ist dem Erzbistum Neapel als Suffraganbistum unterstellt.